# Sedgewickville
Sedgewickville est un village du comté de Bollinger, dans le Missouri, aux États-Unis,. Situé au nord-est du comté, il est incorporé en 1898.

## Démographie
Lors du recensement de 2010, la ville comptait une population de 173 habitants. Elle est estimée, en 2016, à 171 habitants.

## Source de la traduction
- (en) Cet article est partiellement ou en totalité issu de l’article de Wikipédia en anglais intitulé « Sedgewickville, Missouri » (voir la liste des auteurs).